# پناهندگان در جمهوری آذربایجان
جمهوری شوروی سوسیالیستی آذربایجان یکی از اولین جمهوری‌های اتحاد جماهیر شوروی بود که با مشکل پناهندگان و آوارگان داخلی روبرو شد. پناهندگان آذربایجانی از ارمنستان و آوارگان داخلی آذربایجانی‌های قره باغ و هفت منطقه مجاور هستند که توسط جمهوری خودخوانده قره باغ کنترل می‌شوند.

## پناهندگان از ارمنستان

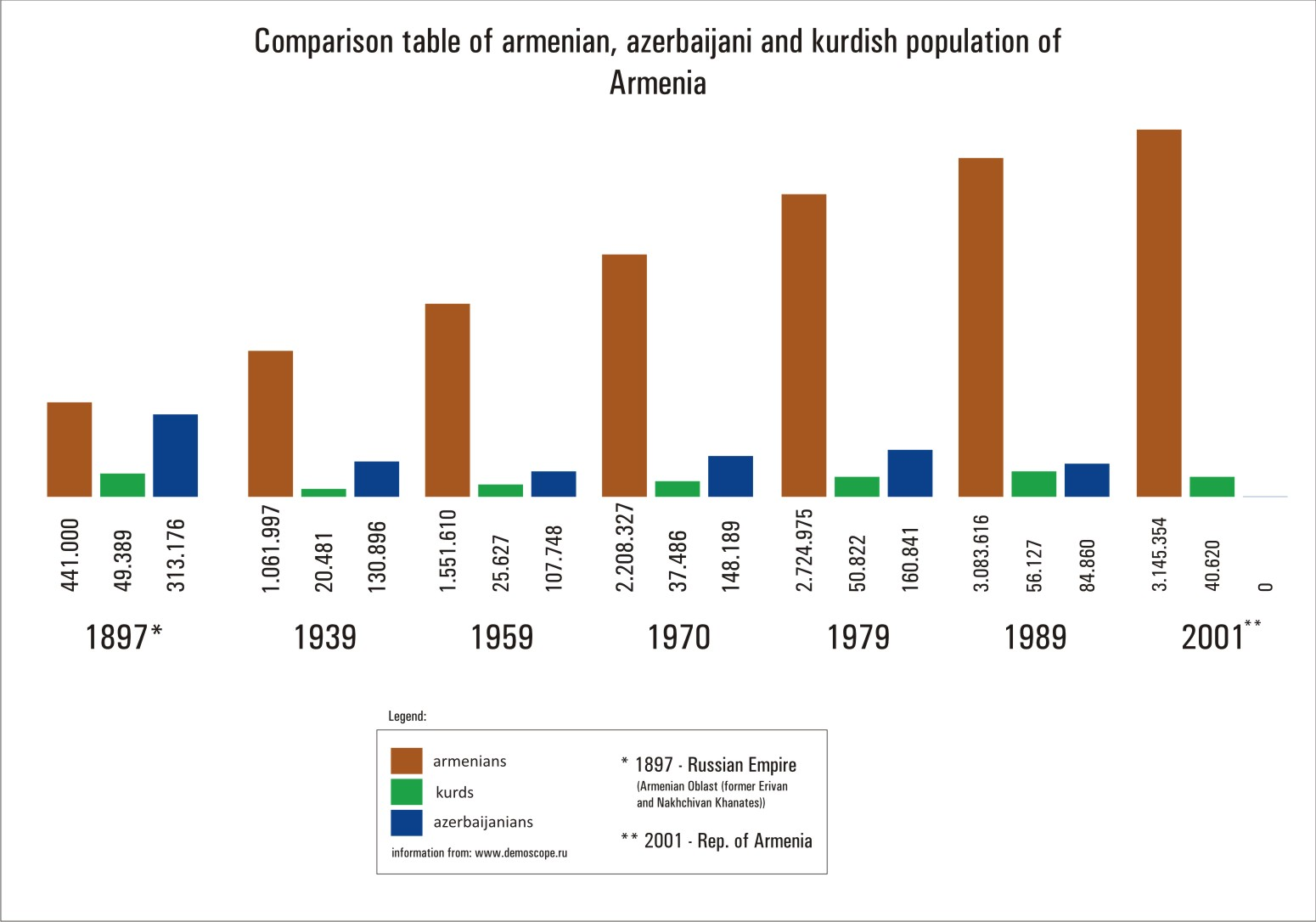
جدول مقایسه جمعیت ارمنی، آذربایجانی و کرد ارمنستان.

طبق سرشماری سال ۱۹۷۹، آذری‌ها در ارمنستان ۱۶۰۸۴۱ نفر بودند و ۵٫۳ درصد از جمعیت ارمنستان را تشکیل می‌دادند. ناآرامی‌های داخلی در قره باغ قره باغ در سال ۱۹۸۷ منجر به آزار و اذیت آذری‌ها و مجبور به ترک ارمنستان شدند. در ۲۵ ژانویه ۱۹۸۸، اولین موج پناهجویان آذری از ارمنستان در شهر سومگایت مستقر شدند. موج شدید دیگری در نوامبر ۱۹۸۸ اتفاق افتاد که آذری‌ها یا توسط ملی‌گراها و مقامات محلی یا دولتی اخراج شدند یا از ترس جان خود مجبور به فرار شدند. خشونت‌هایی که در نتیجه درگیری‌های قومی رخ داد تعداد بیشتری را مجبور به ترک خانمان نمود. در نوامبر ۱۹۸۸، بر اساس منابع ارمنی (از این ۲۰ نفر در شهر گوگارک) ۲۵ نفر آذری کشته شدند. و تعداد کشته شدگان طبق منابع آذربایجانی ۲۱۷ نفر بود.
بر این اساس، در سال ۱۹۸۸–۹۱، آذری‌های باقیمانده مجبور شدند اساساً به آذربایجان فرار کنند. تعیین دقیق تعداد آذری‌ها در ارمنستان در زمان تشدید درگیری غیرممکن است، زیرا در سرشماری سال ۱۹۸۹ مهاجرت اجباری آذری‌ها از ارمنستان در حال انجام بود. تخمین کمیساریای عالی پناهندگان سازمان ملل ۲۰۰٬۰۰۰ نفر است.
براساس دولت آذربایجان در زمان آتش‌بس در سال ۱۹۹۴ حدود ۲۵۰٬۰۰۰ پناهنده آذربایجانی از ارمنستان وجود داشته‌است. مطابق قانون تابعیت سال ۱۹۹۸، همه آنها دارای شرایط تابعیت هستند. در پایان سال ۲۰۰۱، کمیساریای عالی پناهندگان سازمان ملل متحد تخمین زد که اکثر آنها به تابعیت جمهوری آذربایجان درآمدند یا در حال انجام این کار هستند.

## آوارگان داخلی از قره باغ و سرزمینهای مجاور

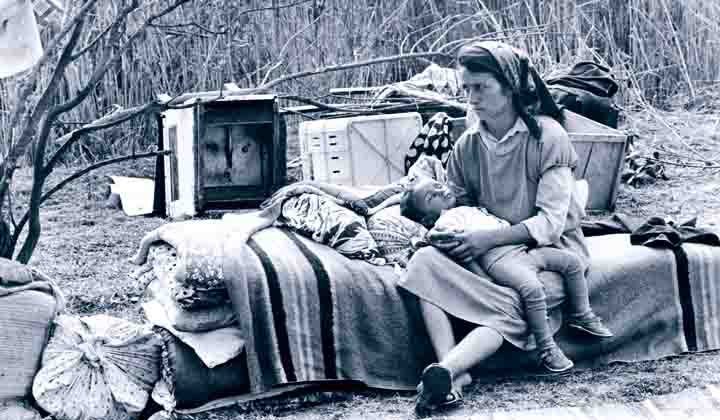
پناهندگان در آذربایجان

در طول جنگ قره باغ، سرزمینهای تشکیل دهنده منطقه خود مختار (NKAO) سابق در آذربایجان به علاوه هفت منطقه مجاور توسط نیروهای ارمنستان اشغال شده‌است. در نتیجه مردم مجبور شدند خانه‌های خود را ترک کنند. اکنون آذربایجان یکی از بالاترین سرانه آوارگان داخلی (آوارگان داخلی) را در جهان دارد. آوارگان در تمام ۷۶ منطقه اداری آذربایجان پراکنده شده‌اند. در ابتدا، بیشتر آنها در اردوگاه‌های چادری و ساختمانهای عمومی مانند مدارس، خوابگاه‌ها و خوابگاه‌ها زندگی می‌کردند. از سال ۲۰۰۱، دولت تلاش‌های خود را برای حل مشکلات آوارگان بیشتر کرد. در سال ۲۰۰۲، ساخت شهرک‌های جدید آغاز شد و در پایان سال ۲۰۰۷، همه اردوگاه‌های چادری برچیده شدند.
دولت آذربایجان با کمک جامعه بین‌المللی تهیه پیش نویس برنامه چارچوب بازگشت آوارگان به مناطق اشغالی را پس از حل و فصل درگیری قره باغ (برنامه بازگشت بزرگ) را آغاز کرده‌است.

## سایر پناهندگان و پناهجویان
در سال ۱۹۴۴، ترکهای مسخیتی توسط جوزف استالین دسته جمعی از گرجستان به آسیای میانه اخراج شدند. یکی از مناطقی که در آنها اسکان داده شدند دره فرغانه، ازبکستان بود. در سال ۱۹۸۹، خشونت‌های بین قومی در آنجا اتفاق افتاد و باعث تخلیه ترکهای مسختی از ازبکستان شد. تعداد این گروه از پناهندگان در آذربایجان حدود ۵۰ هزار نفر بود. طبق قانون تابعیت سال ۱۹۹۸، همه آنها دارای تابعیت هستند. در پایان سال ۲۰۰۱، کمیساریای عالی پناهندگان سازمان ملل تخمین زد که بیشتر آنها تابعیت آذربایجانی کسب کرده‌اند.

## آمار
طبق کمیته دولتی جمهوری آذربایجان برای پناهندگان و آوارگان داخلی، در مارس ۲۰۰۹ تعداد ۶۰۳۲۵۱ نفر آواره در آذربایجان وجود داشته‌است. اکثریت آنها در باکو و اطراف آن و همچنین در سامگاییت زندگی می‌کنند. تعداد قابل توجهی از آوارگان داخلی نیز در طول مسیر مرکزی جنوبی زندگی می‌کنند که شامل شهرهای فضولی - اغدام - آغجابدی - بردع - Mingechevir - گنجه می‌شود. و در طول مسیر شمالی کشور ساکنان بسیاری در شاماخی - اسماعیللی - قبله - شکی و همچنین ساکنان مسیر جنوبی صبیرآباد - ساعتلی - ایمیشلی - Beylagan هستند.

## چالش‌ها و مسائل
اگر چه به‌طور کلی روابط بین پناهدگان و جمعیت محلی دوستانه است و سطح بالایی از تحمل در بین مردم محلی وجود دارد، اما مواردی از اختلافات ناشی از وضعیت ویژه آوارگان (مانند دسترسی ممتاز به کار، کمک مالی دولت، رایگان و خدمات بهداشتی و امتیازات مالکیت املاک) وجود دارد.

## نگارخانه

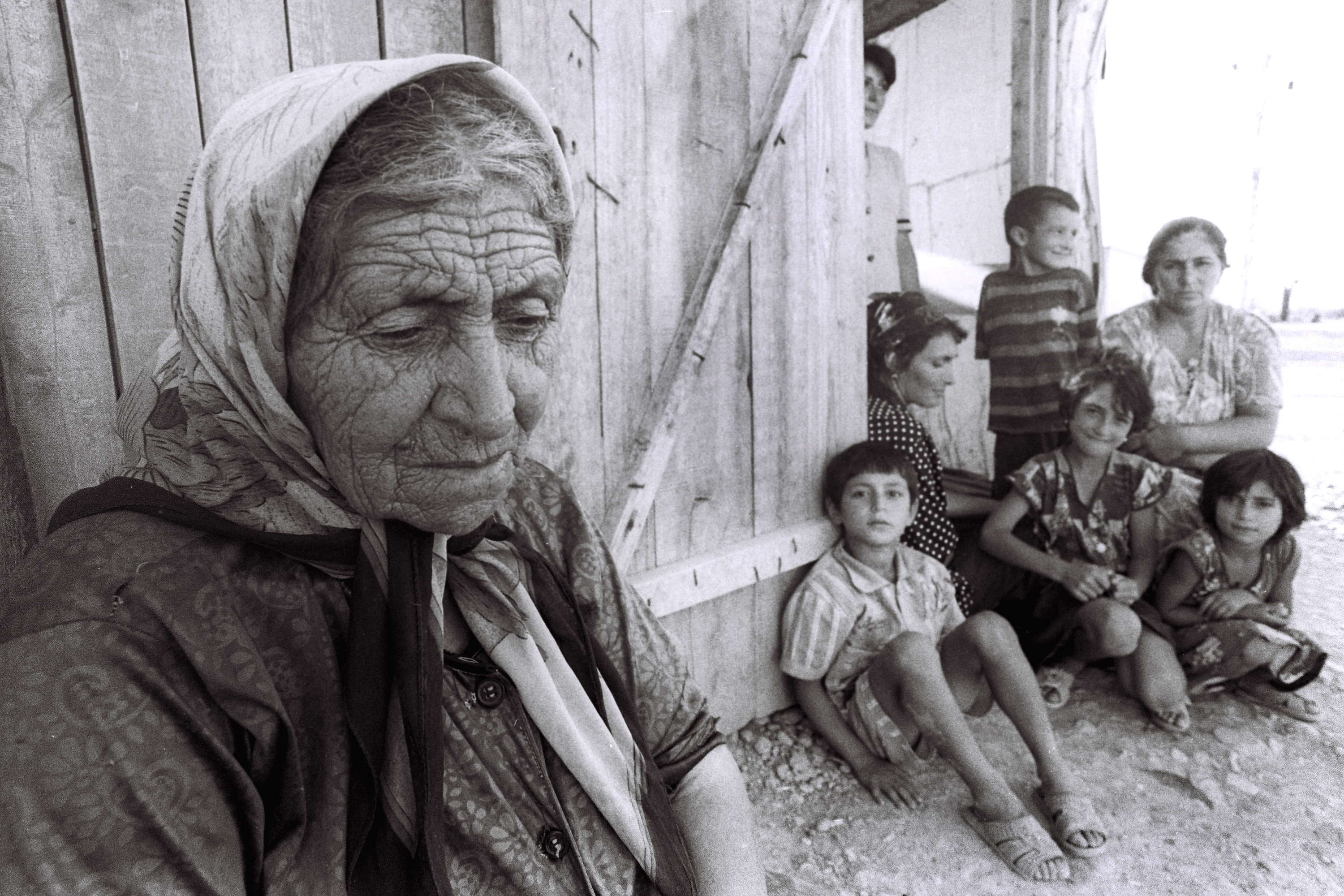
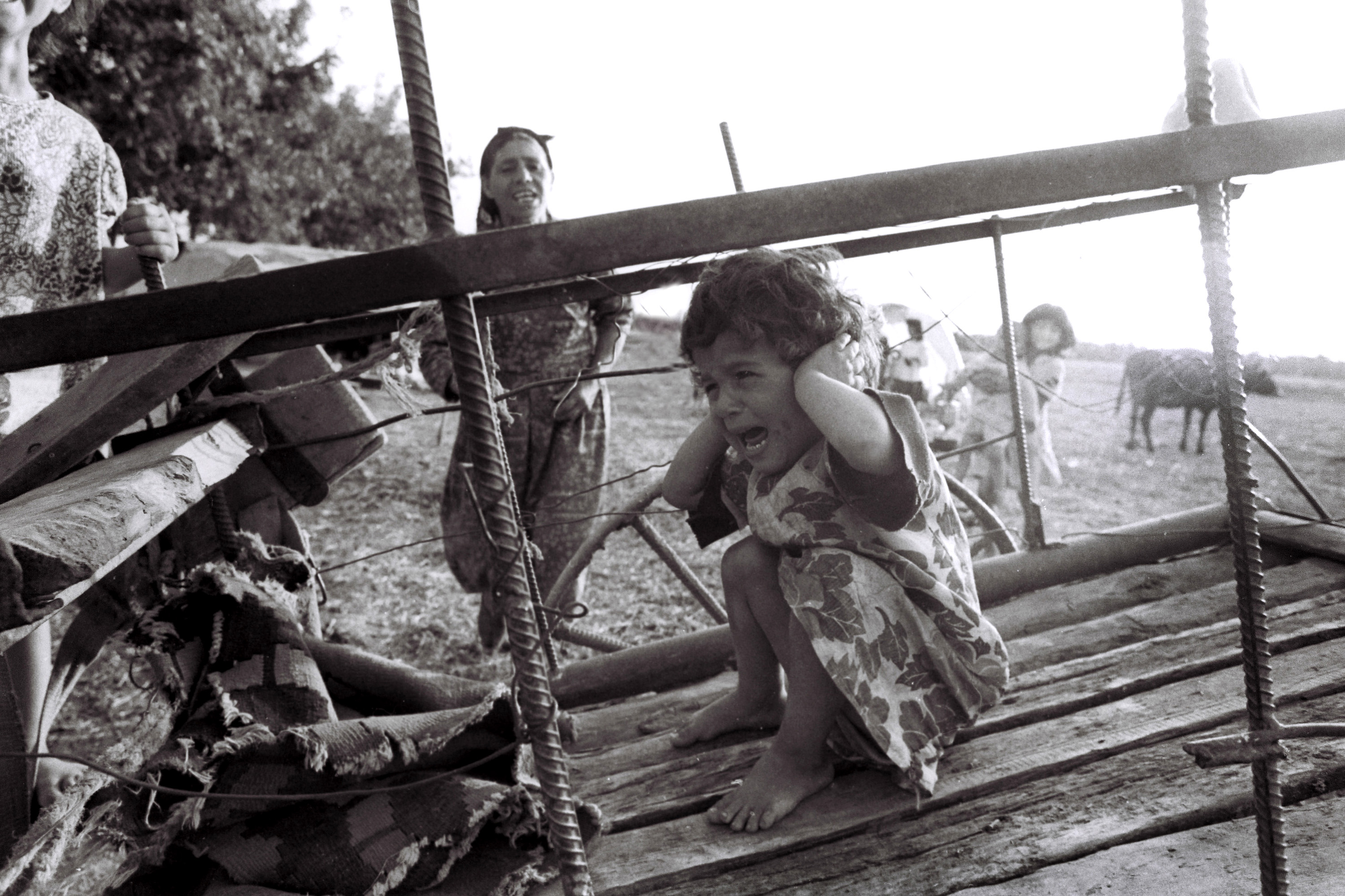
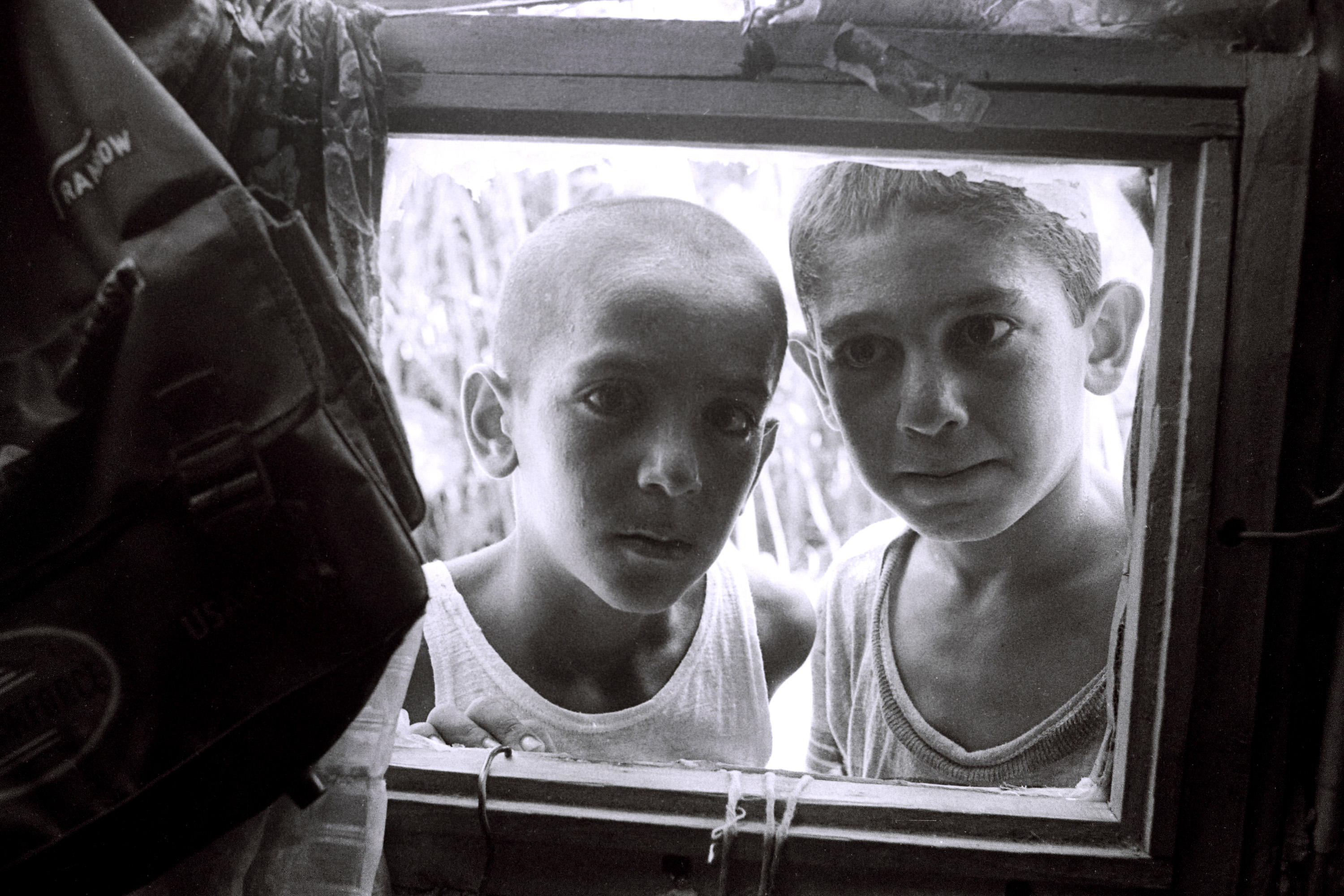
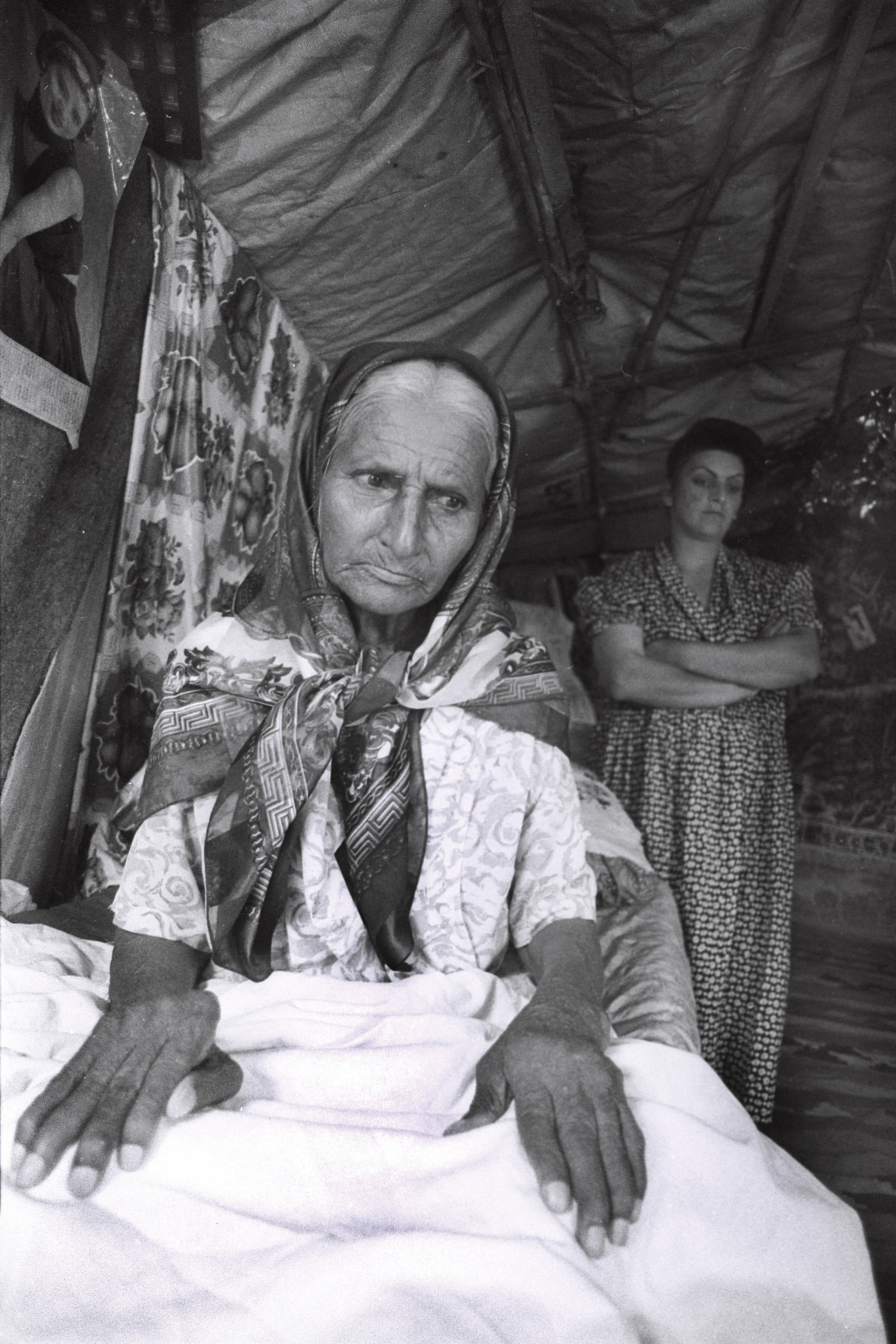
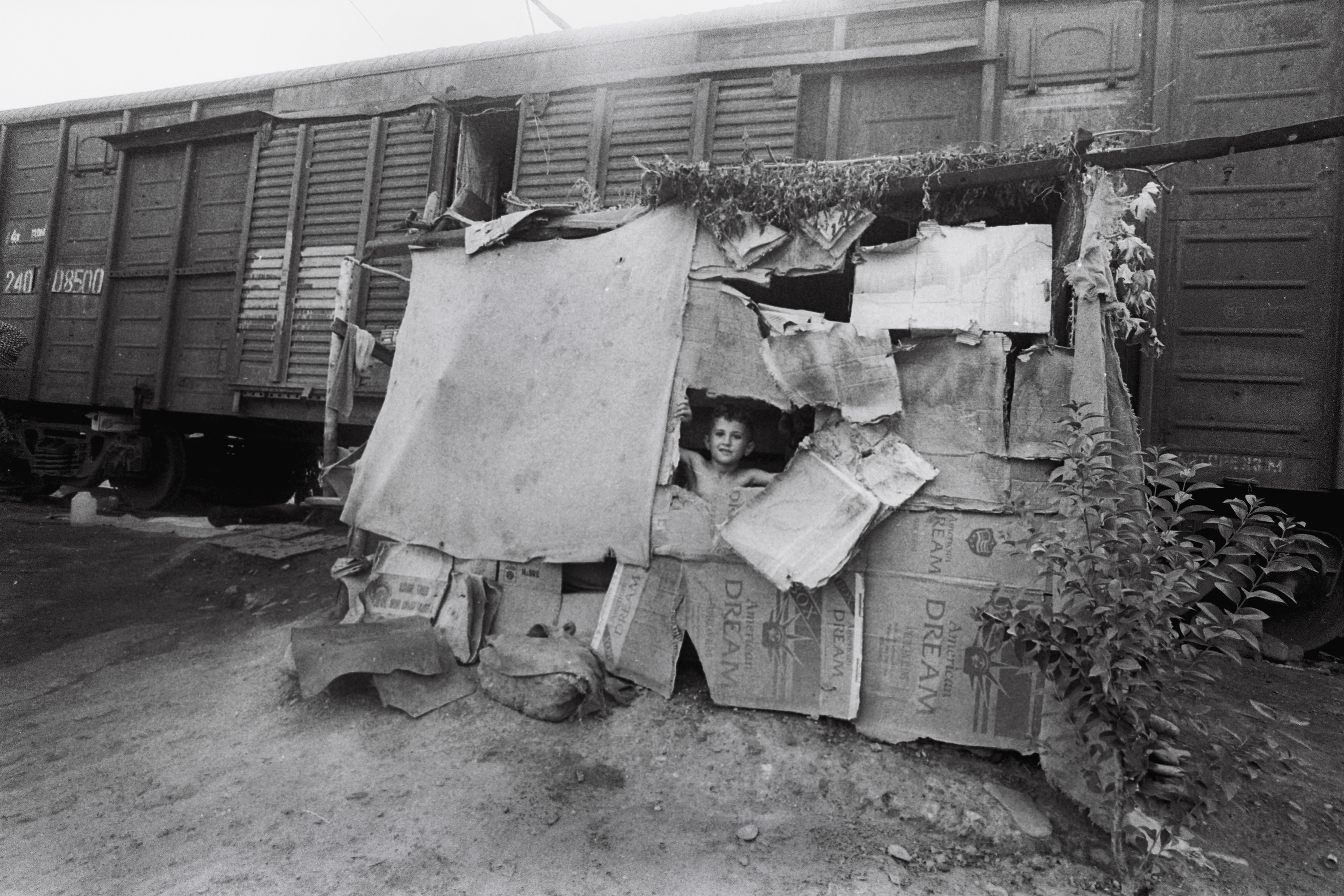
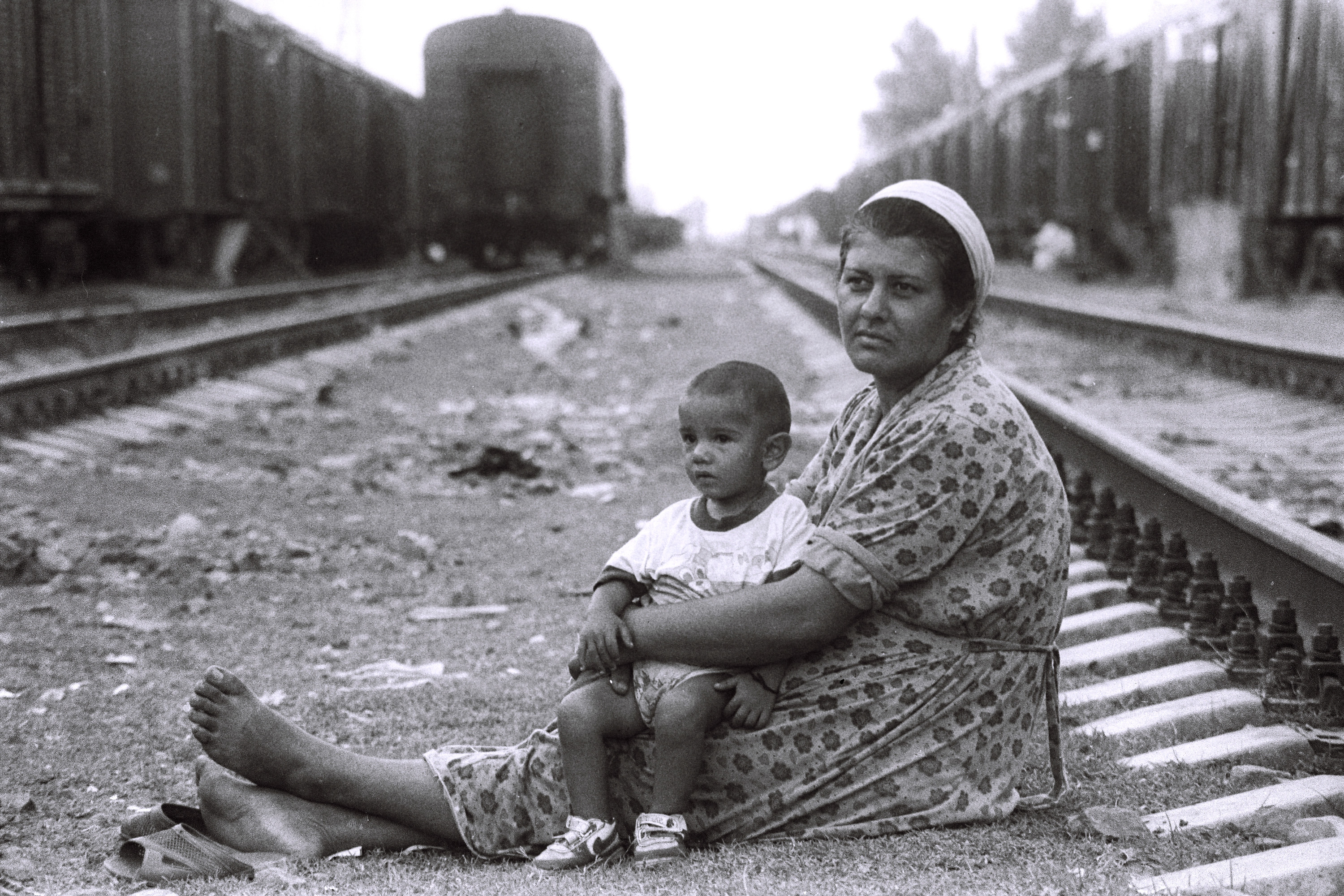
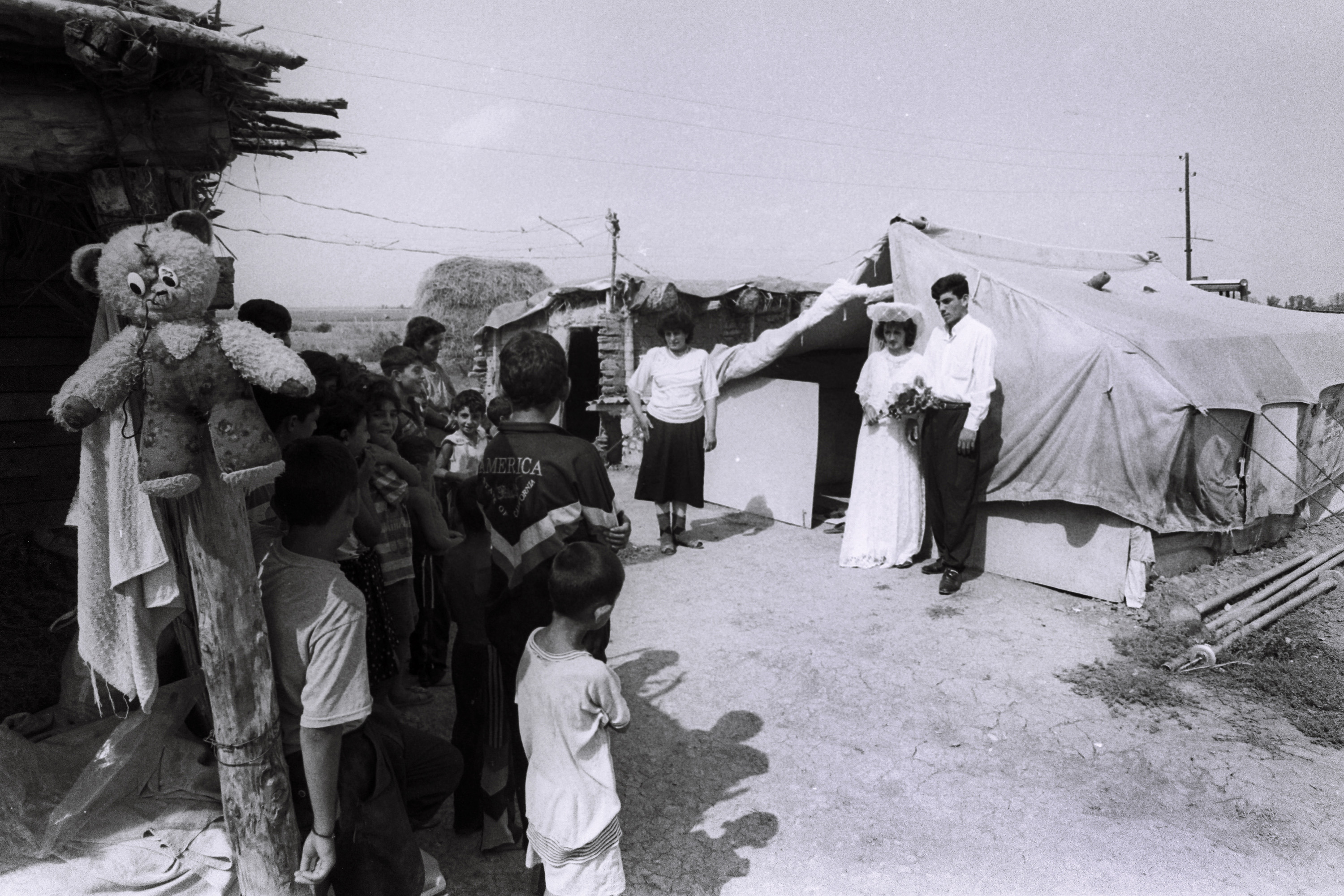
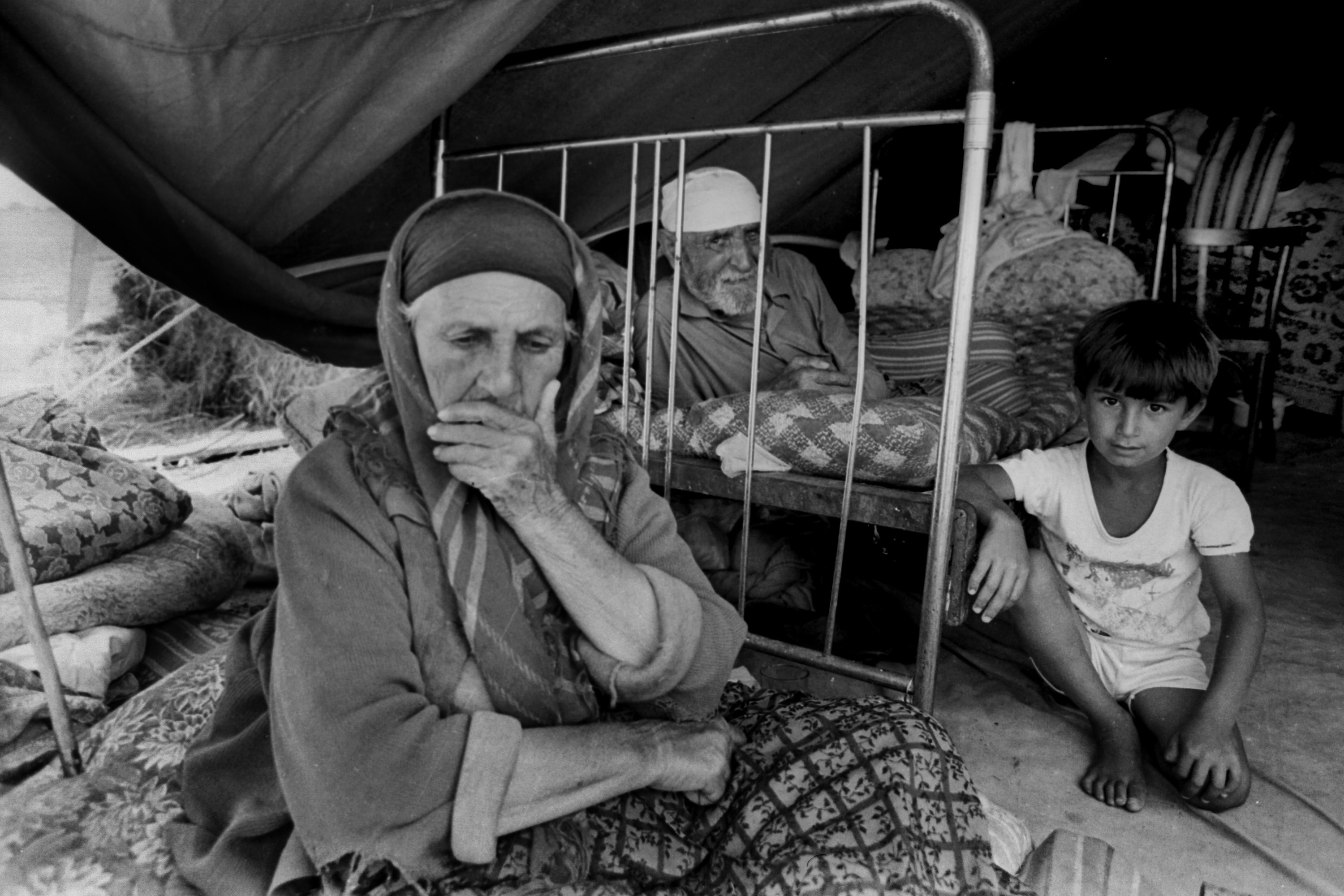
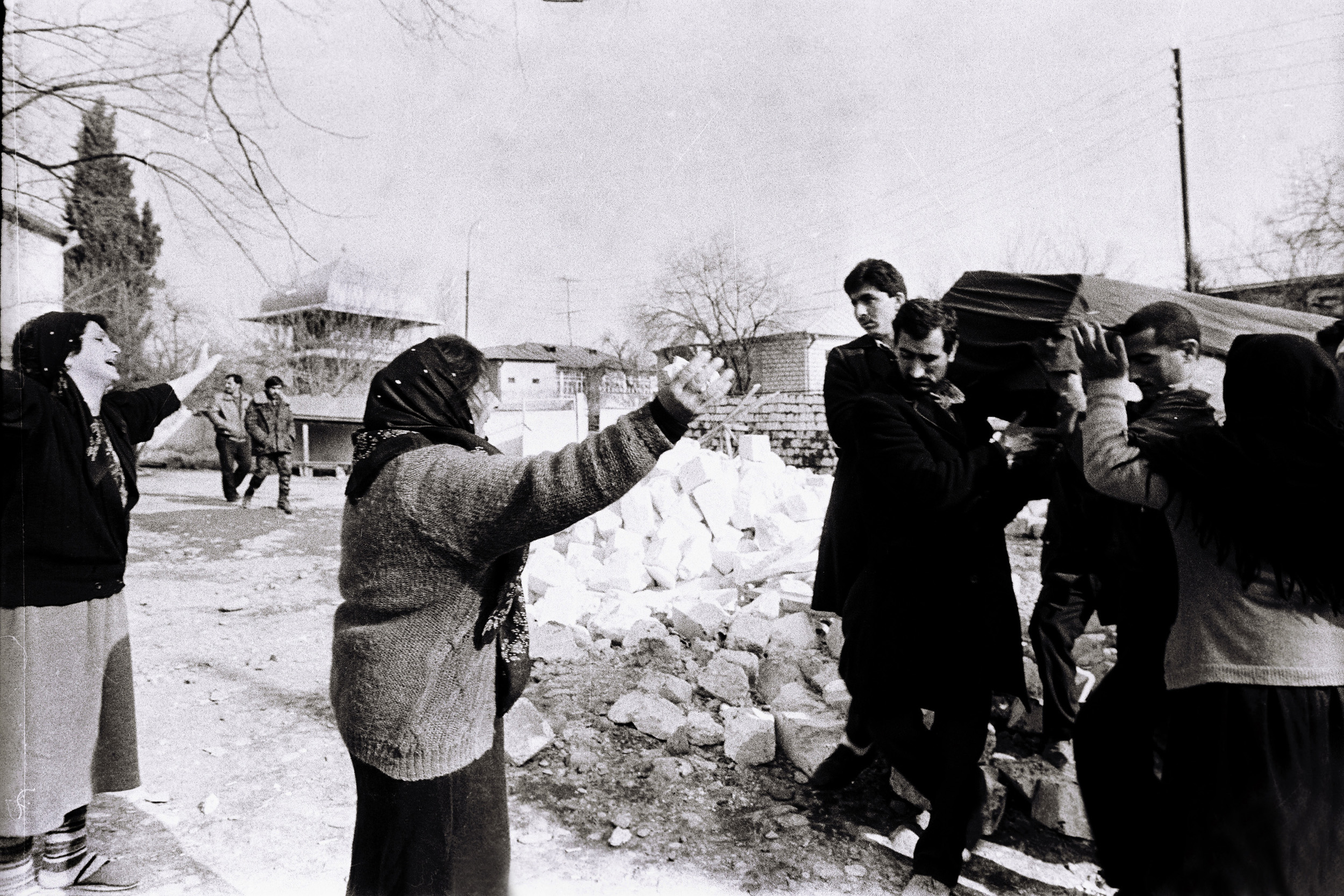
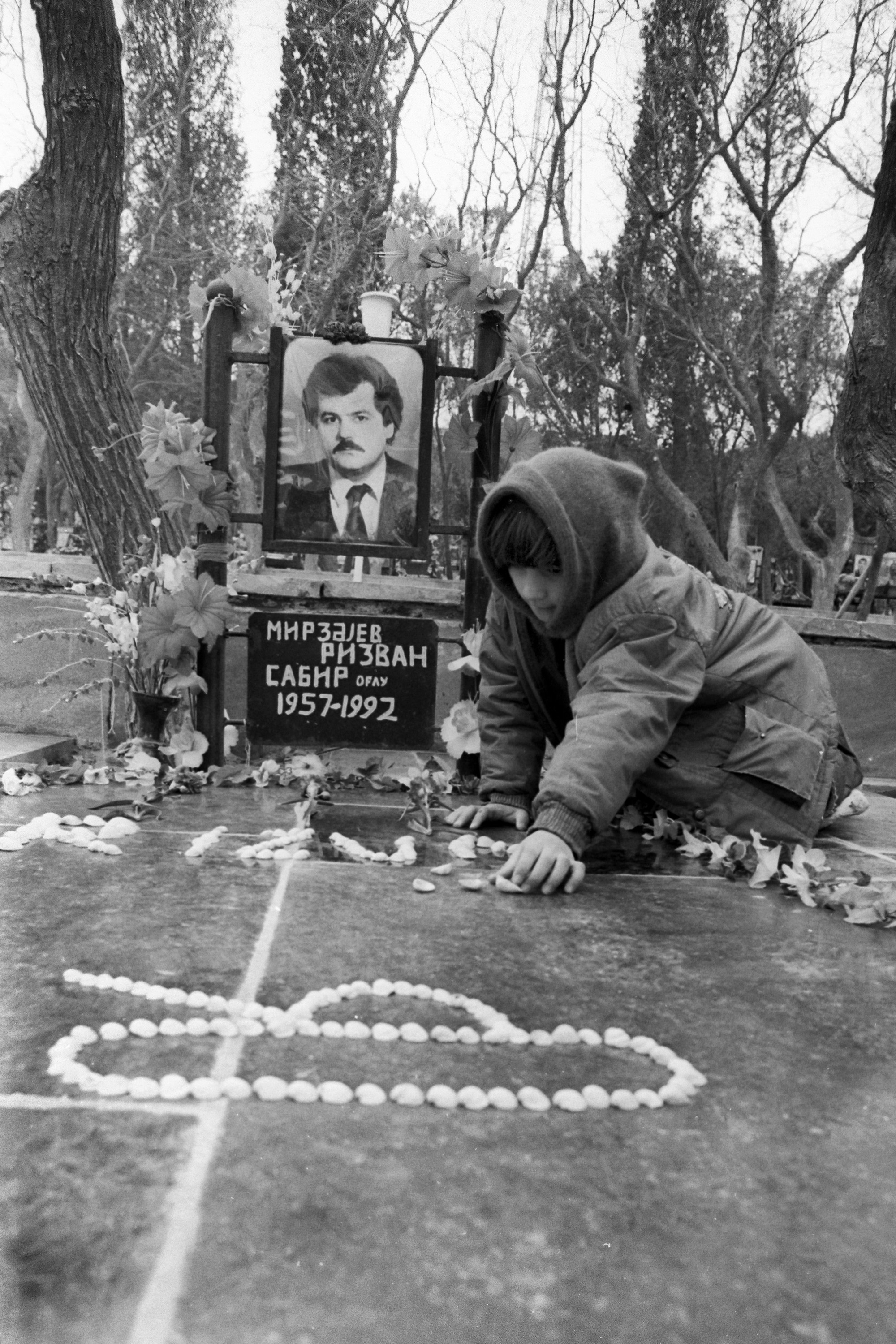
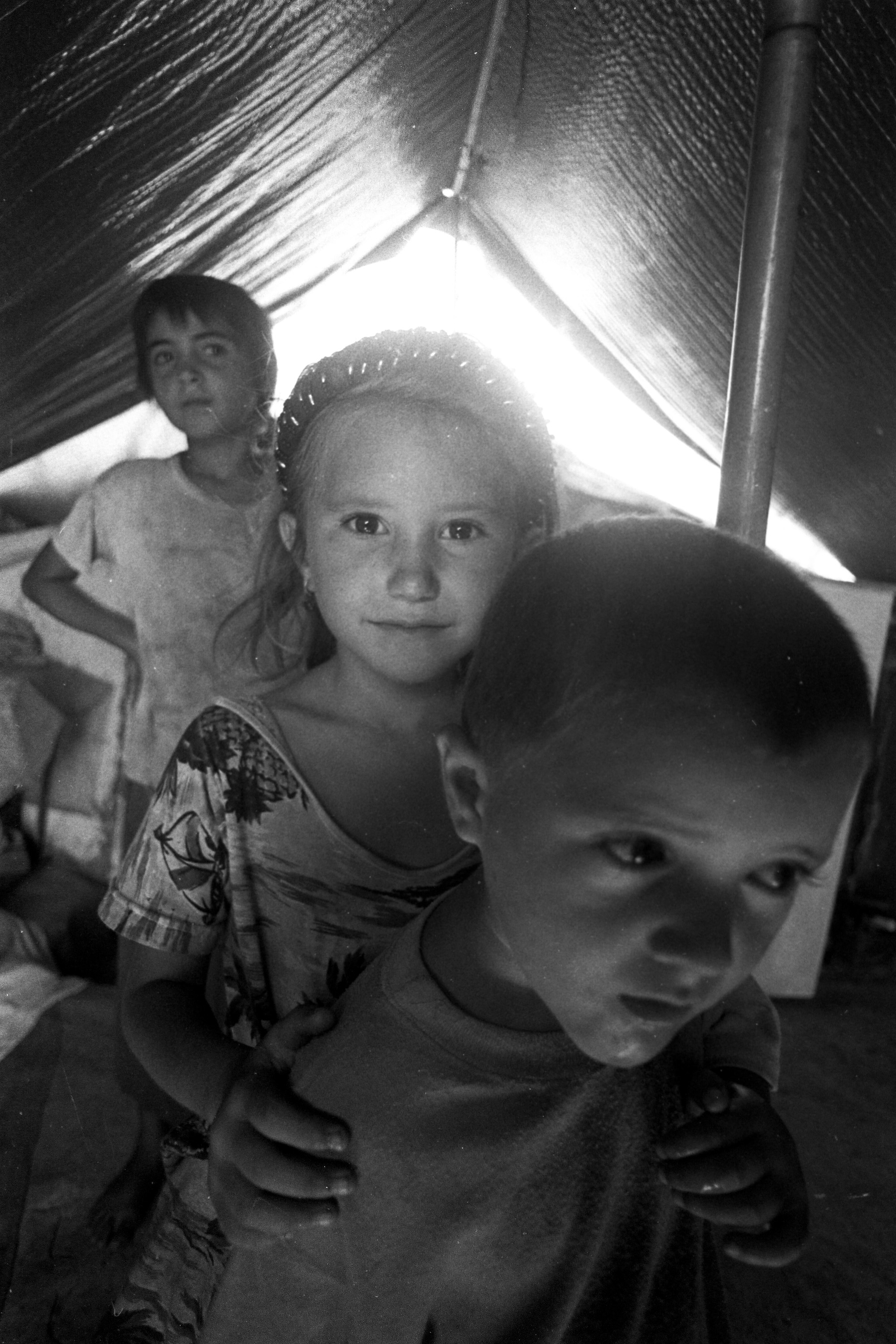
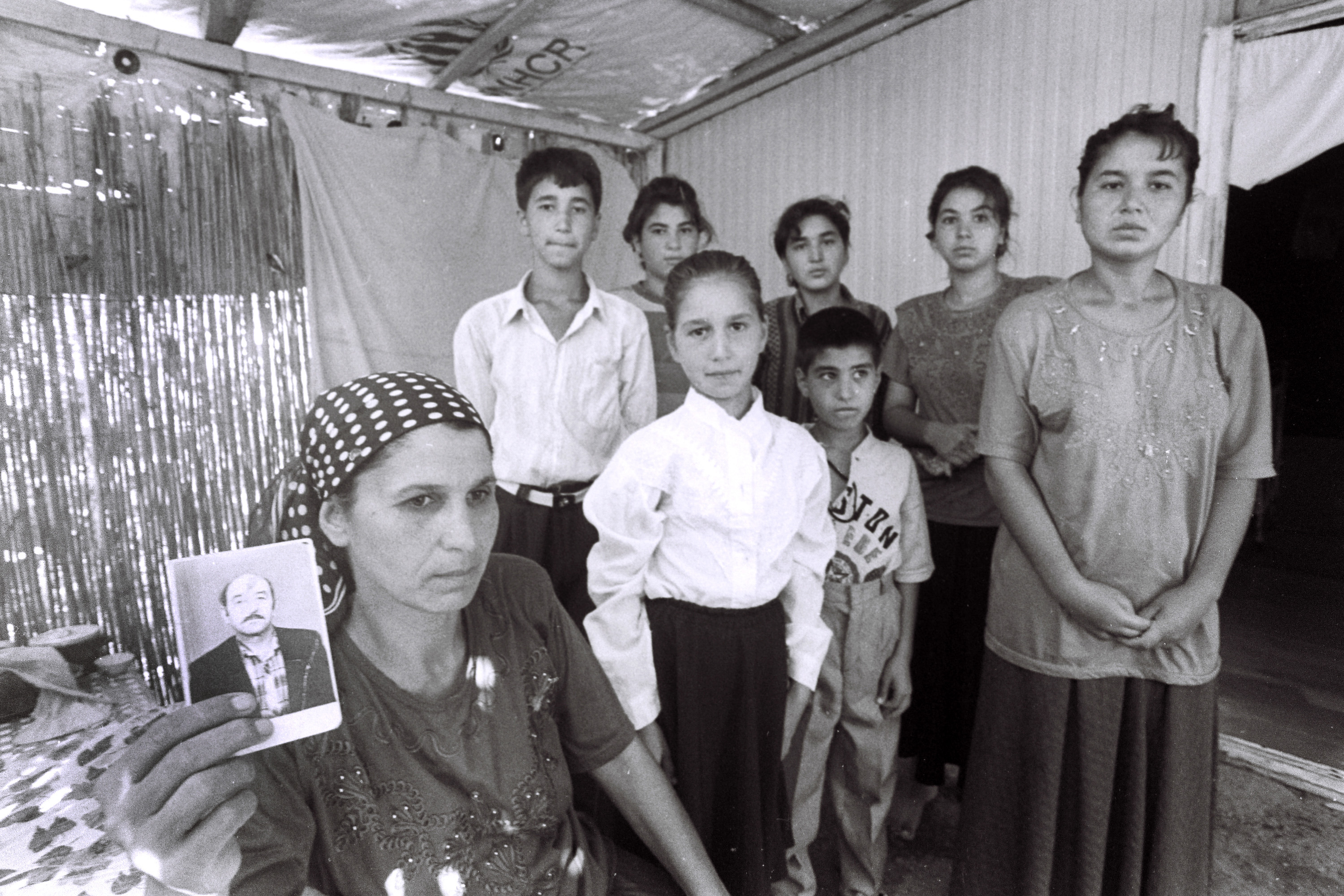
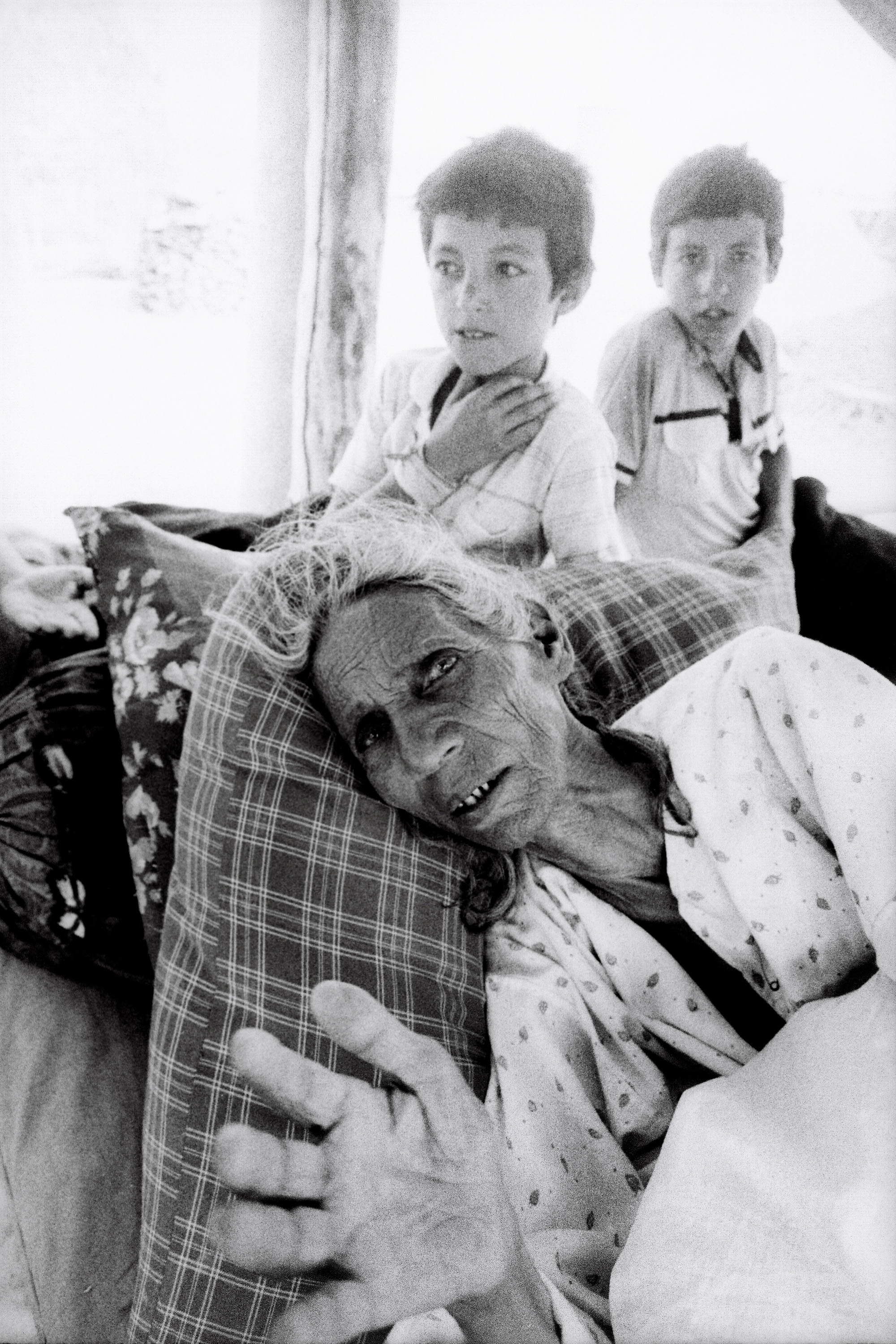
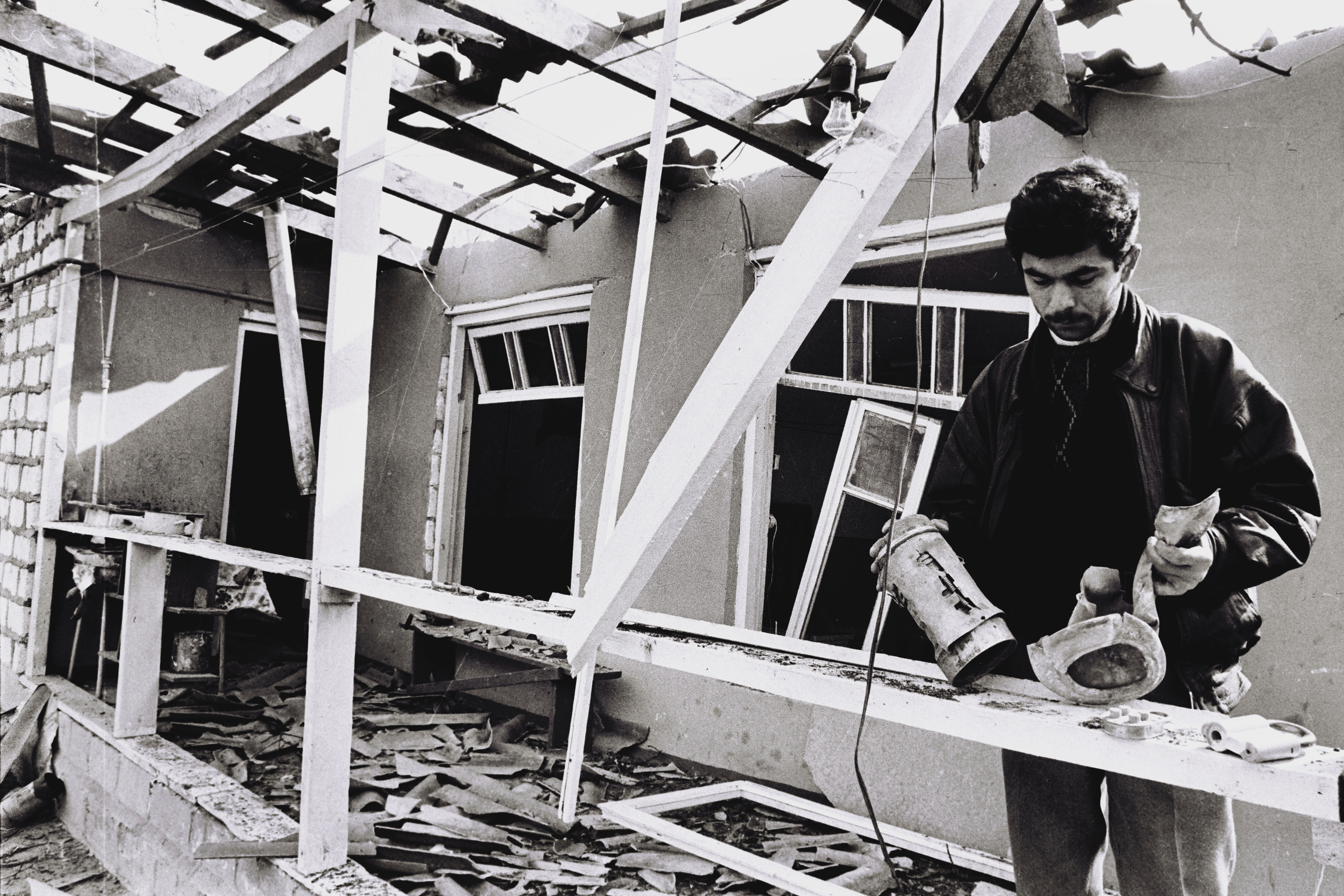
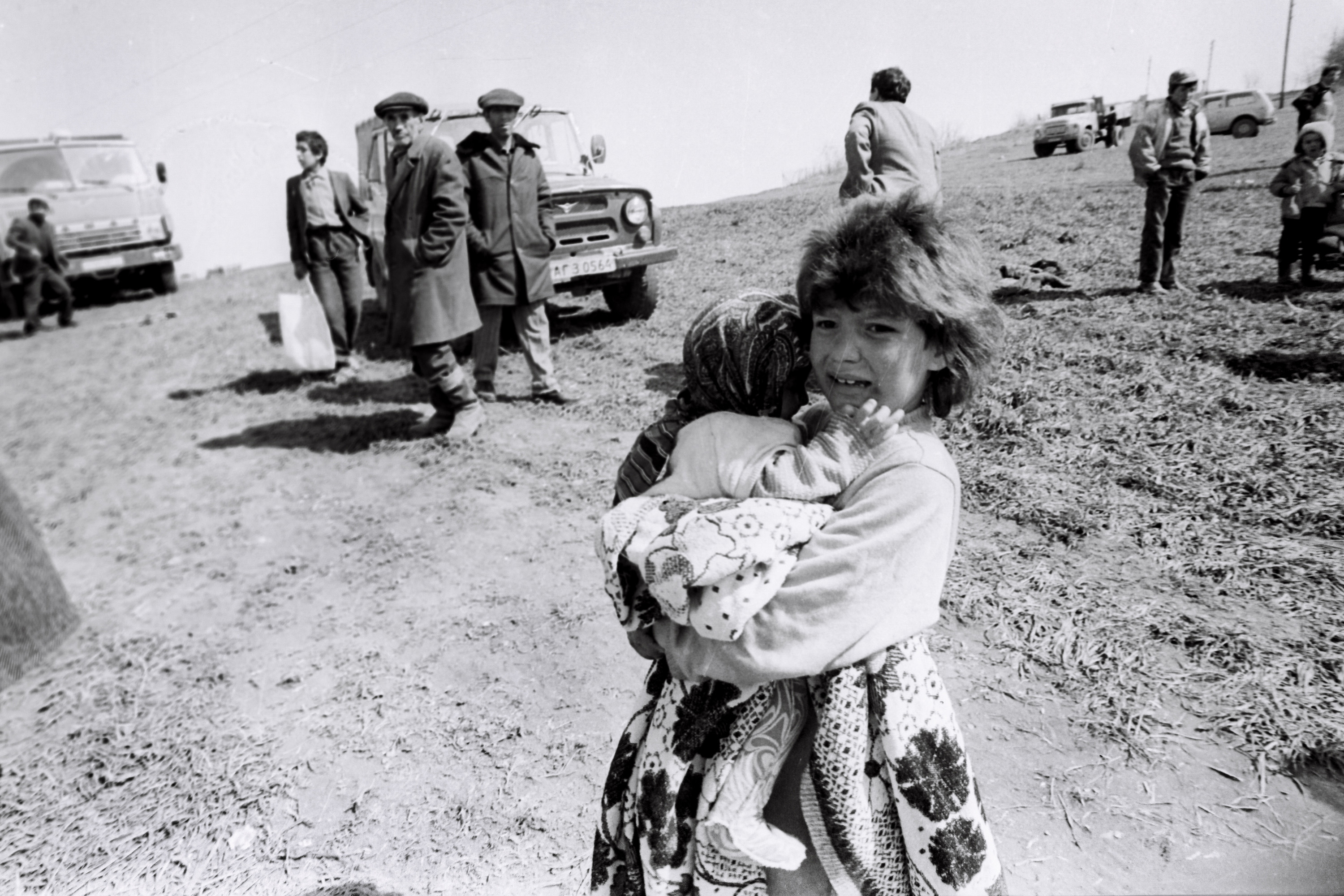
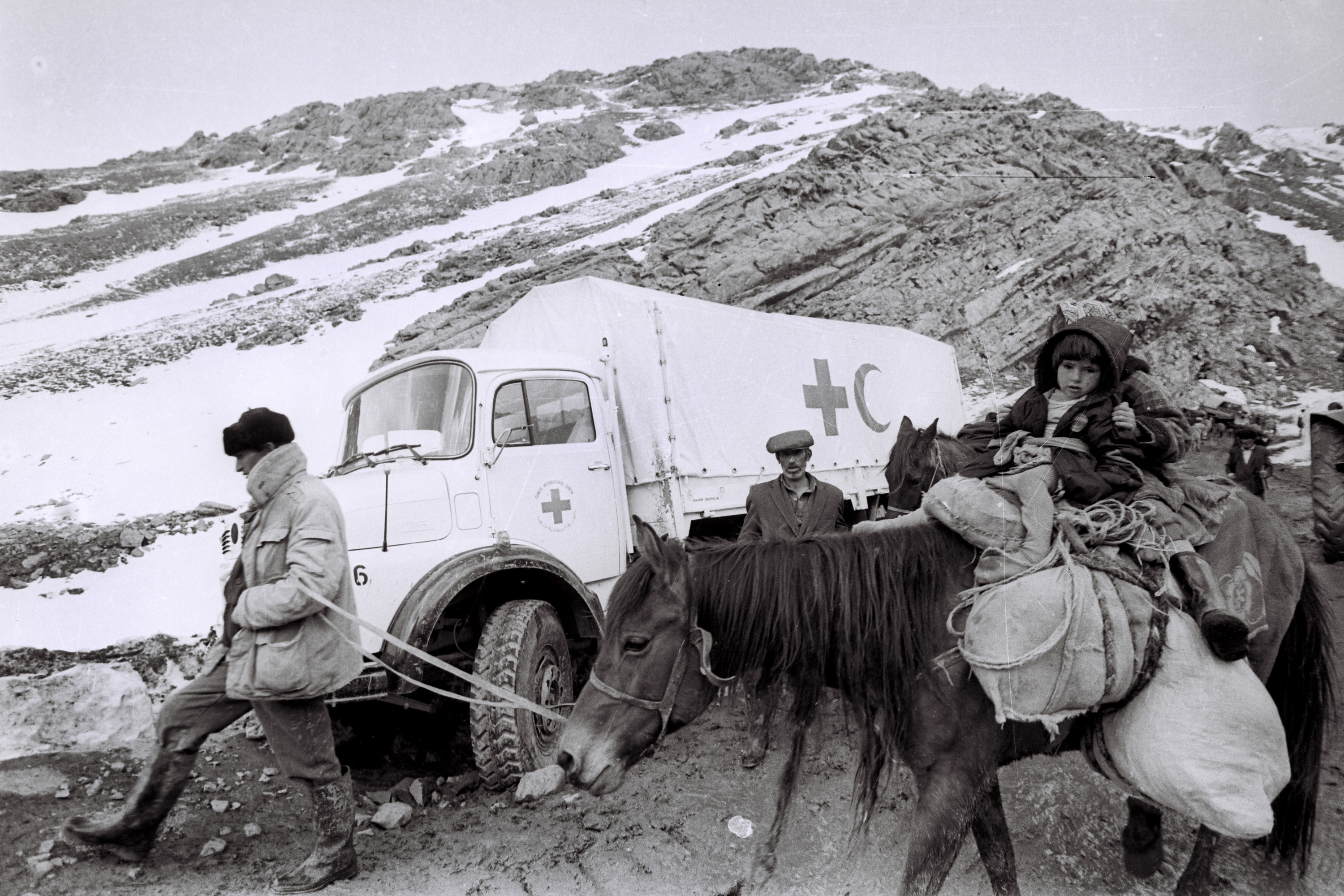
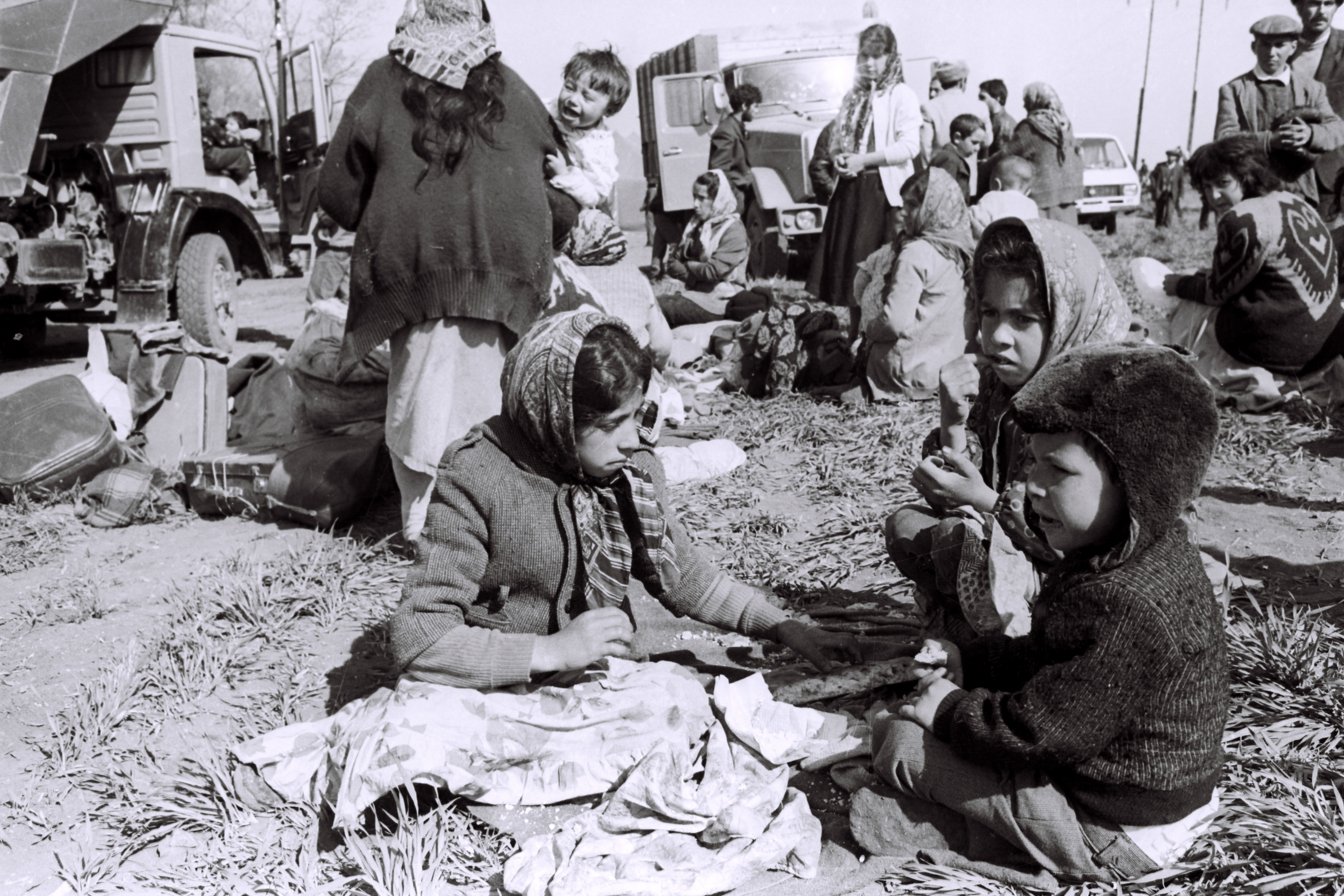
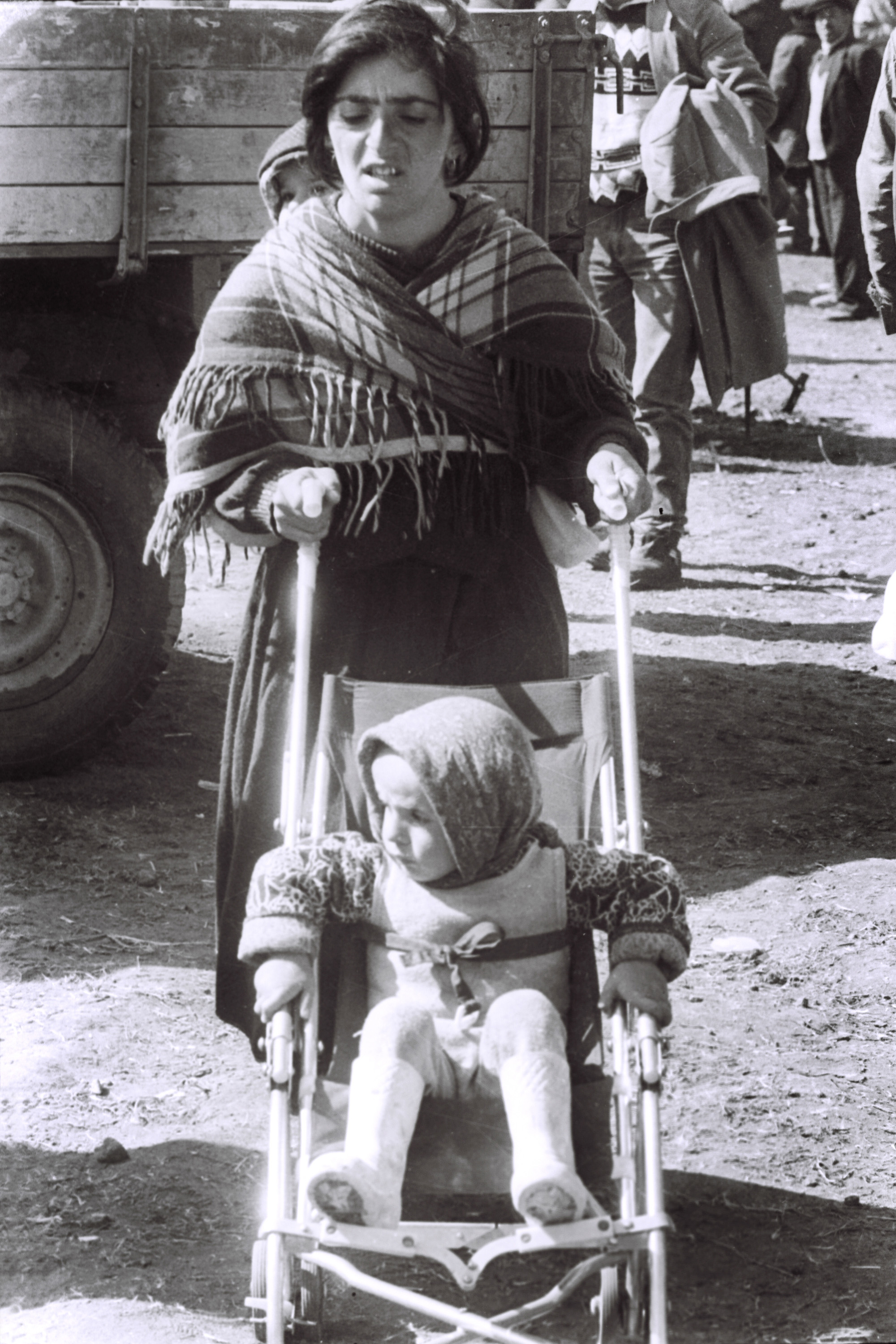
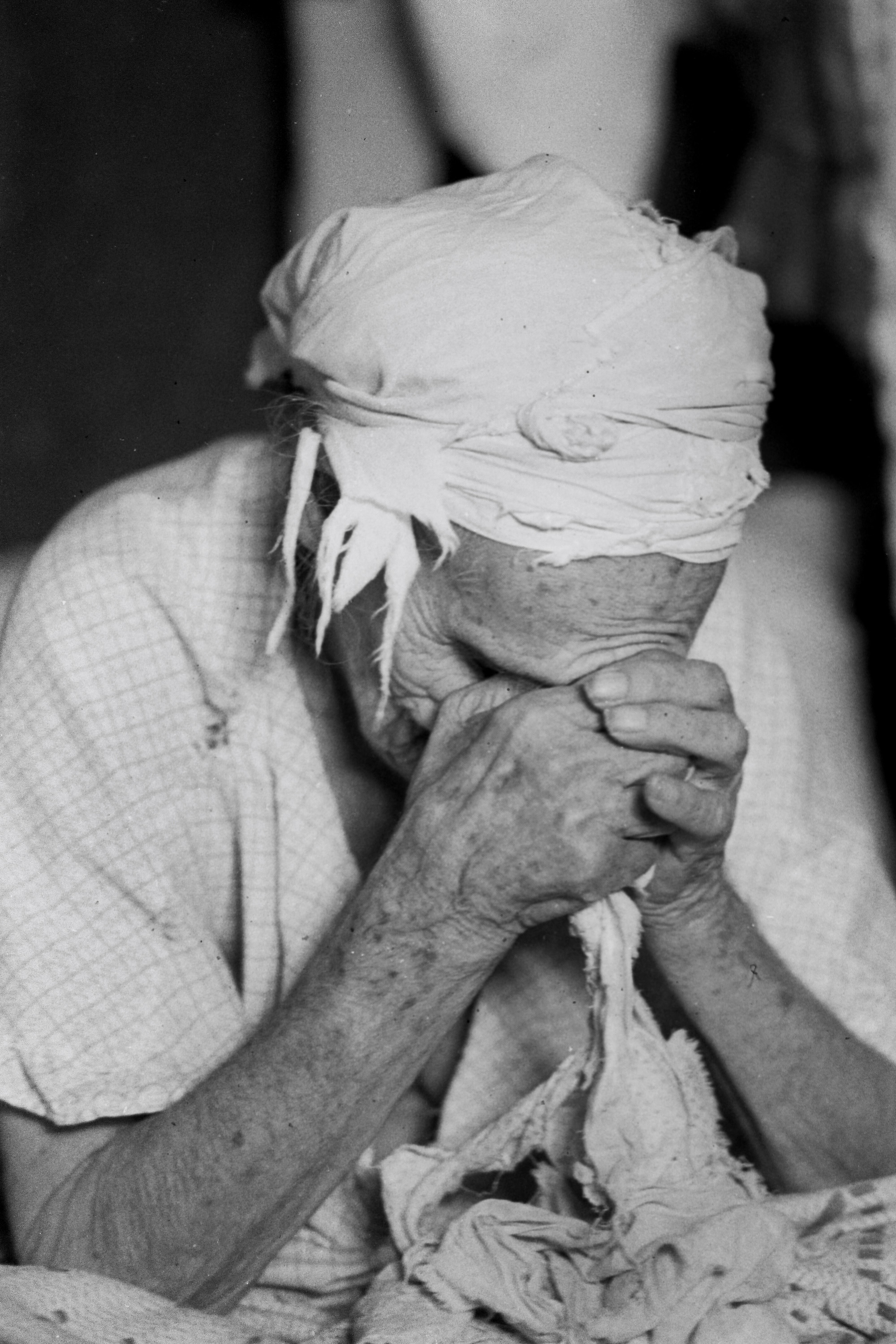
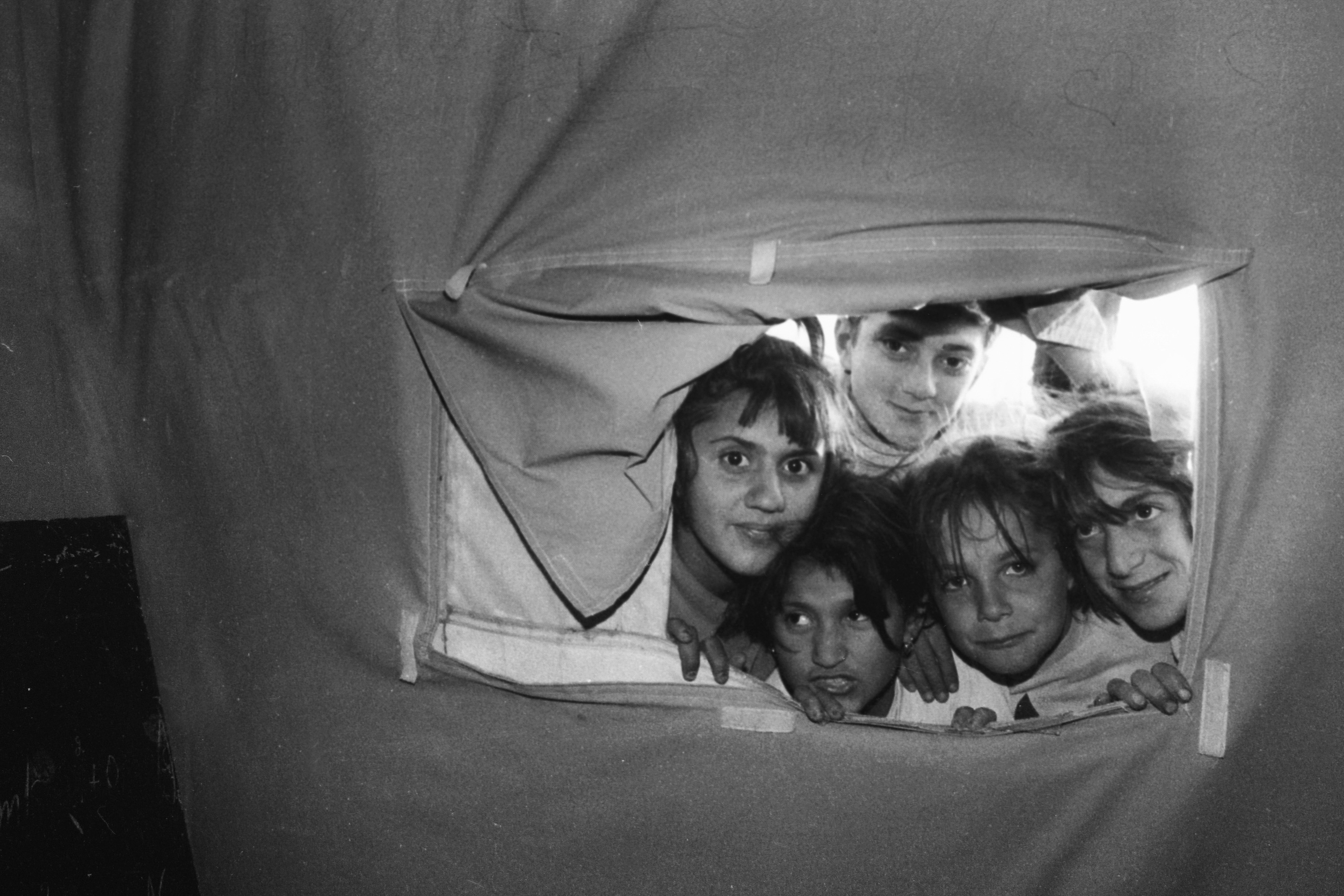
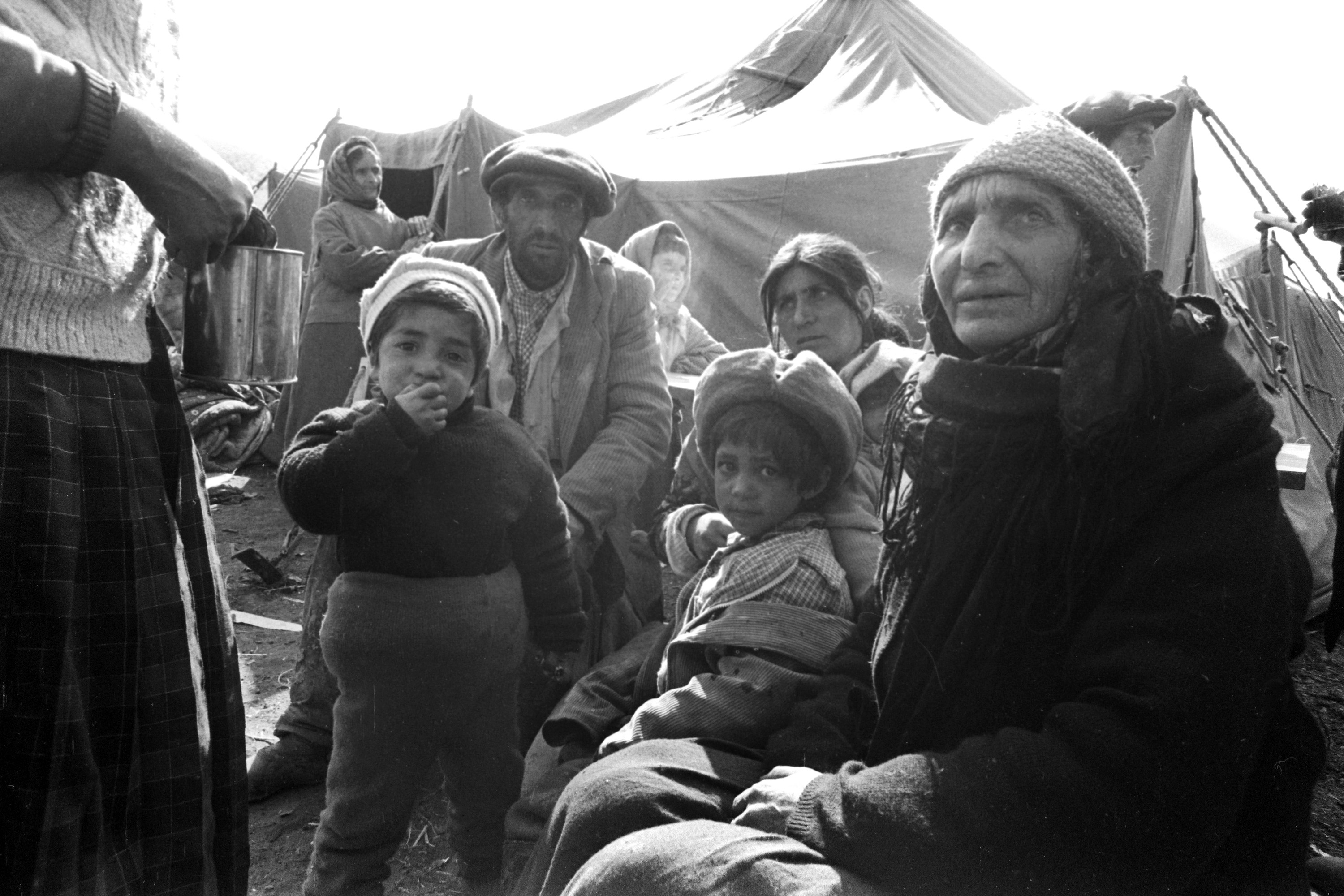
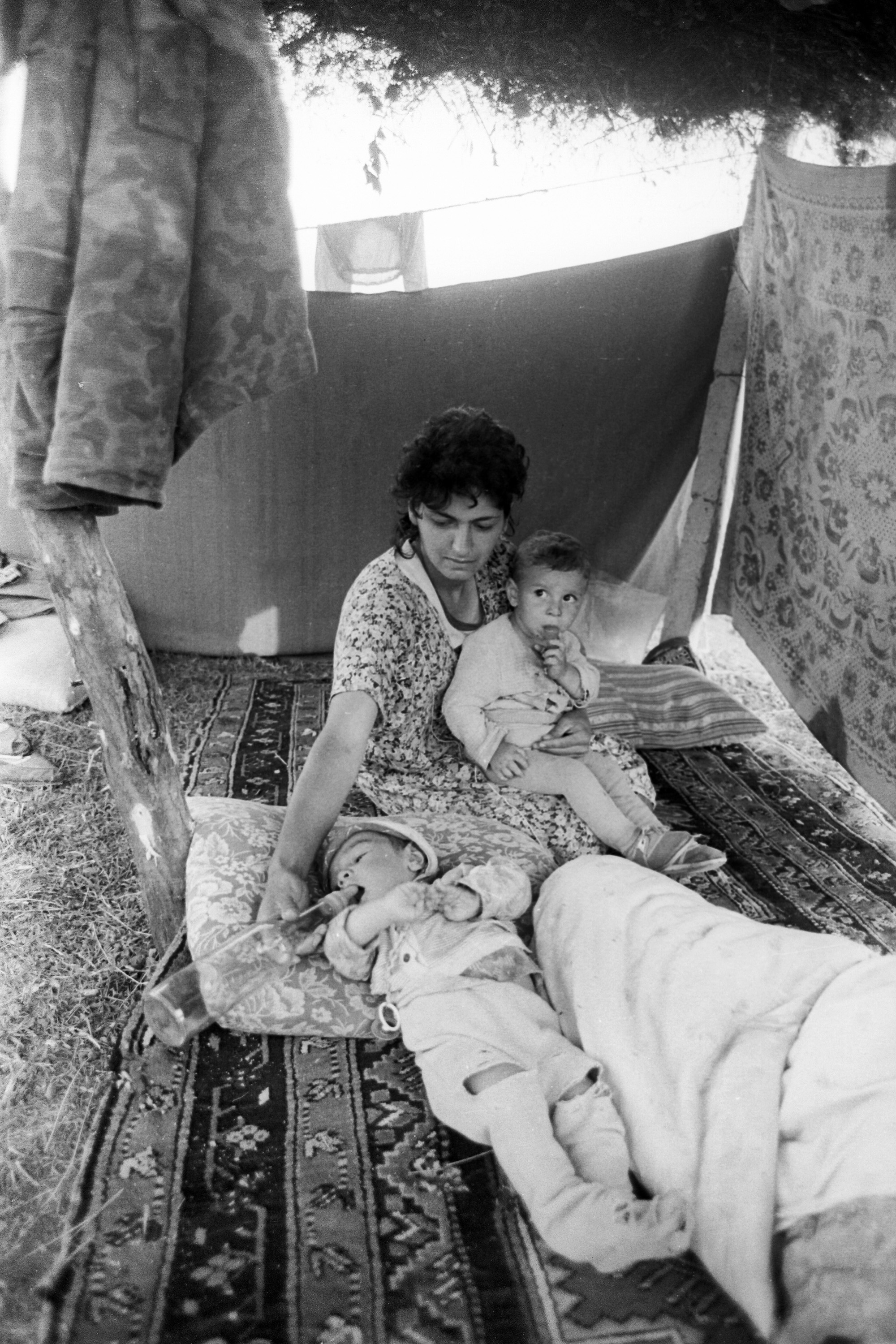
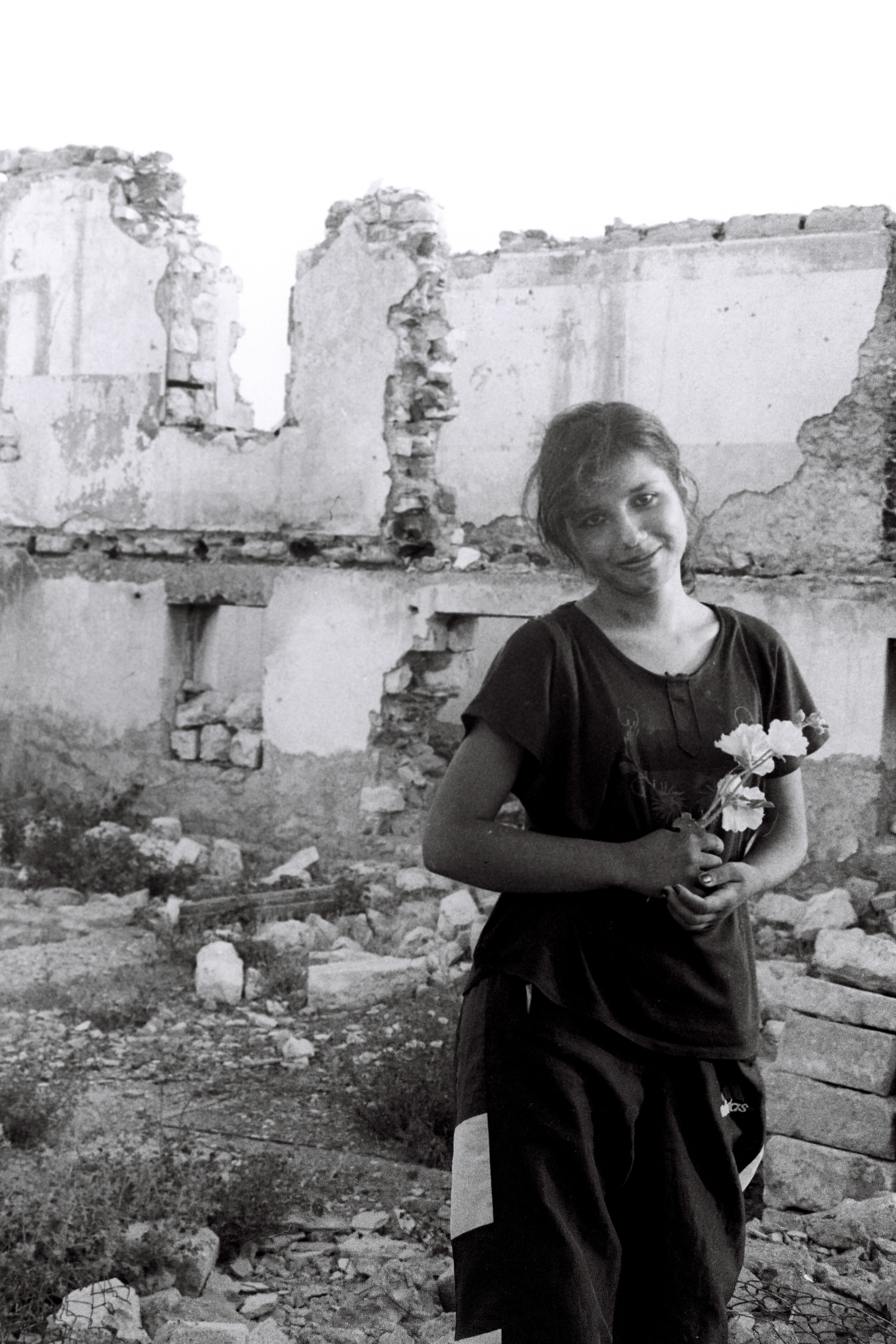
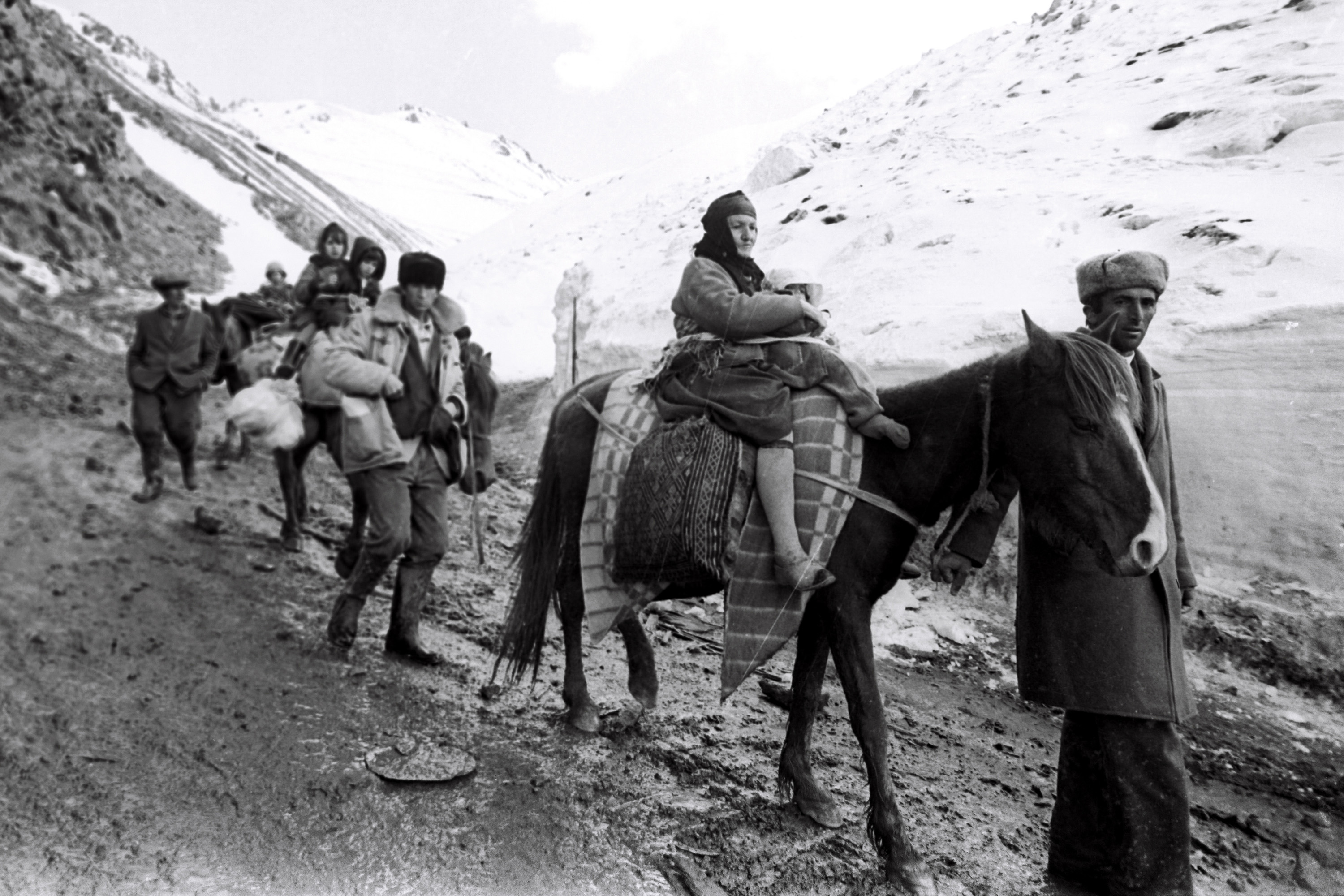
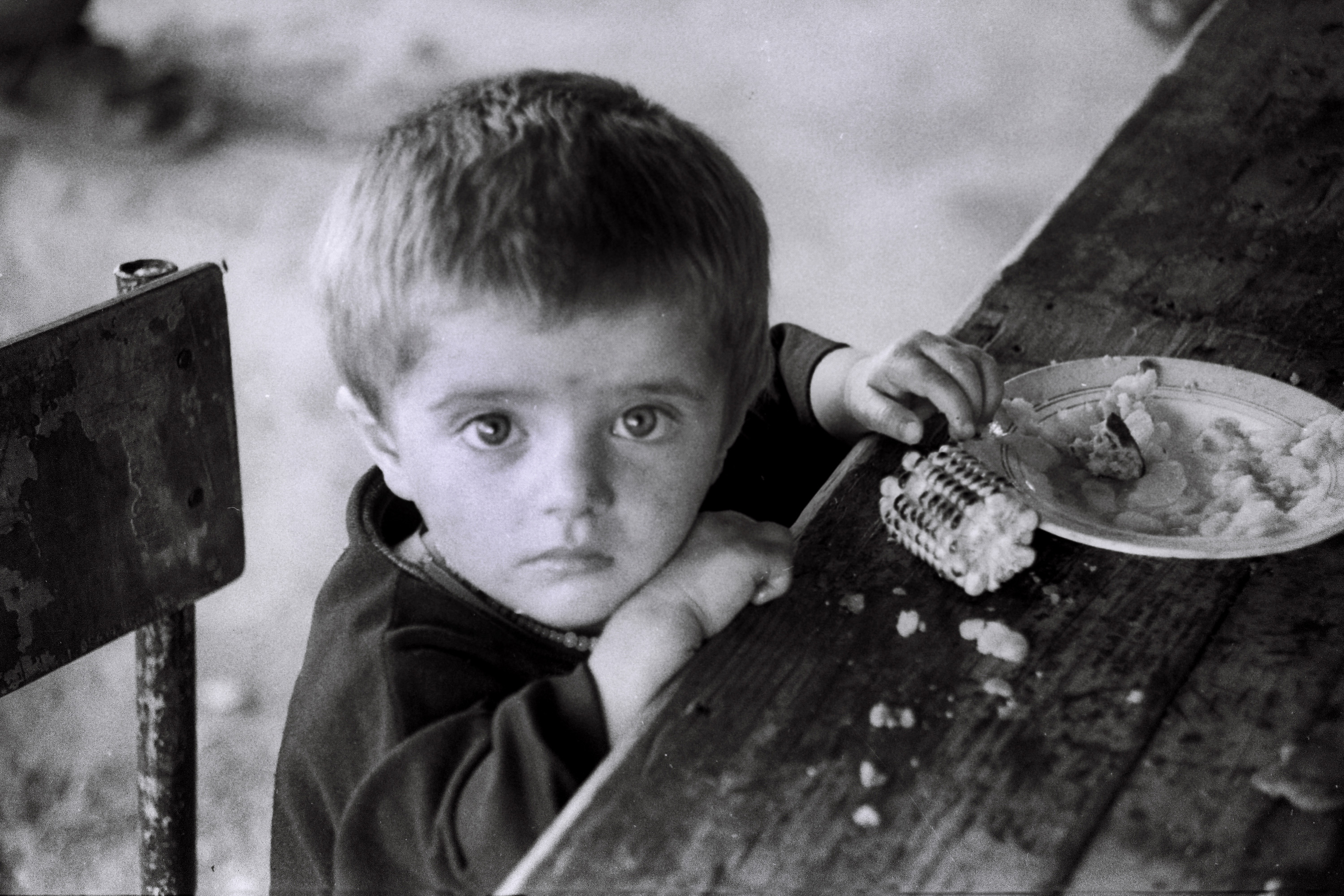
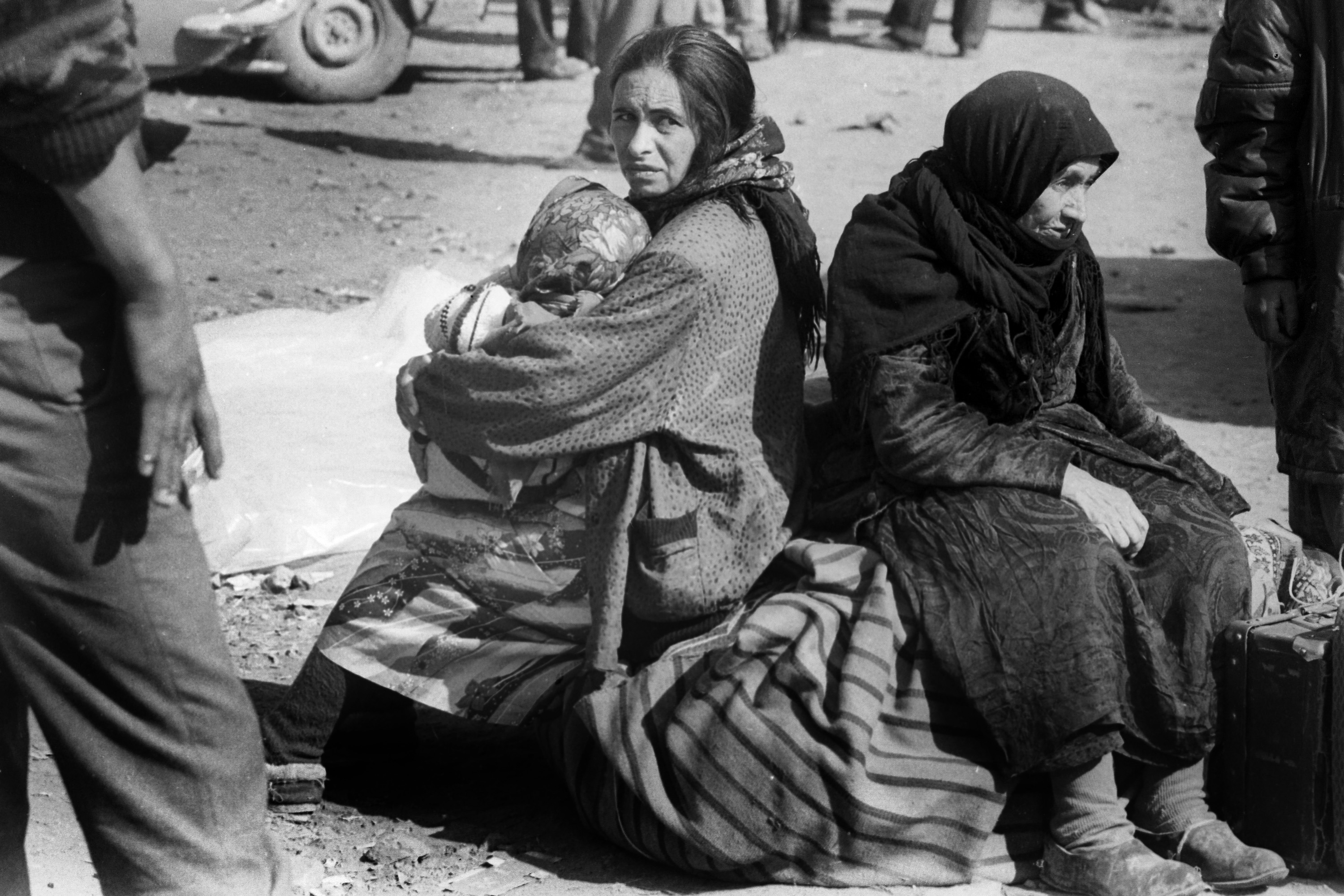